# Герб Сконе
Герб Сконе (швед. Skånes vapen) — символ історичної провінції (ландскапу) Сконе. 
Також використовується як елемент герба сучасного адміністративно-територіального утворення лену Сконе. Після перегляду герба в 1939 році забарвлення корони визначено як синє.

## Історія
Герб Сконе було розроблено 1660 року для представлення недавно включеної до складу Швеції нової провінції під час похорону короля Карла Х Густава.

## Опис (блазон)
У золотому полі відірвана червона голова грифона з синім язиком, увінчана синьою короною.

## Зміст
Герб Сконе розроблено на основі герба міста Мальме (срібне поле замінено на золоте).
Герб ландскапу може увінчуватися герцогською короною.

## Галерея

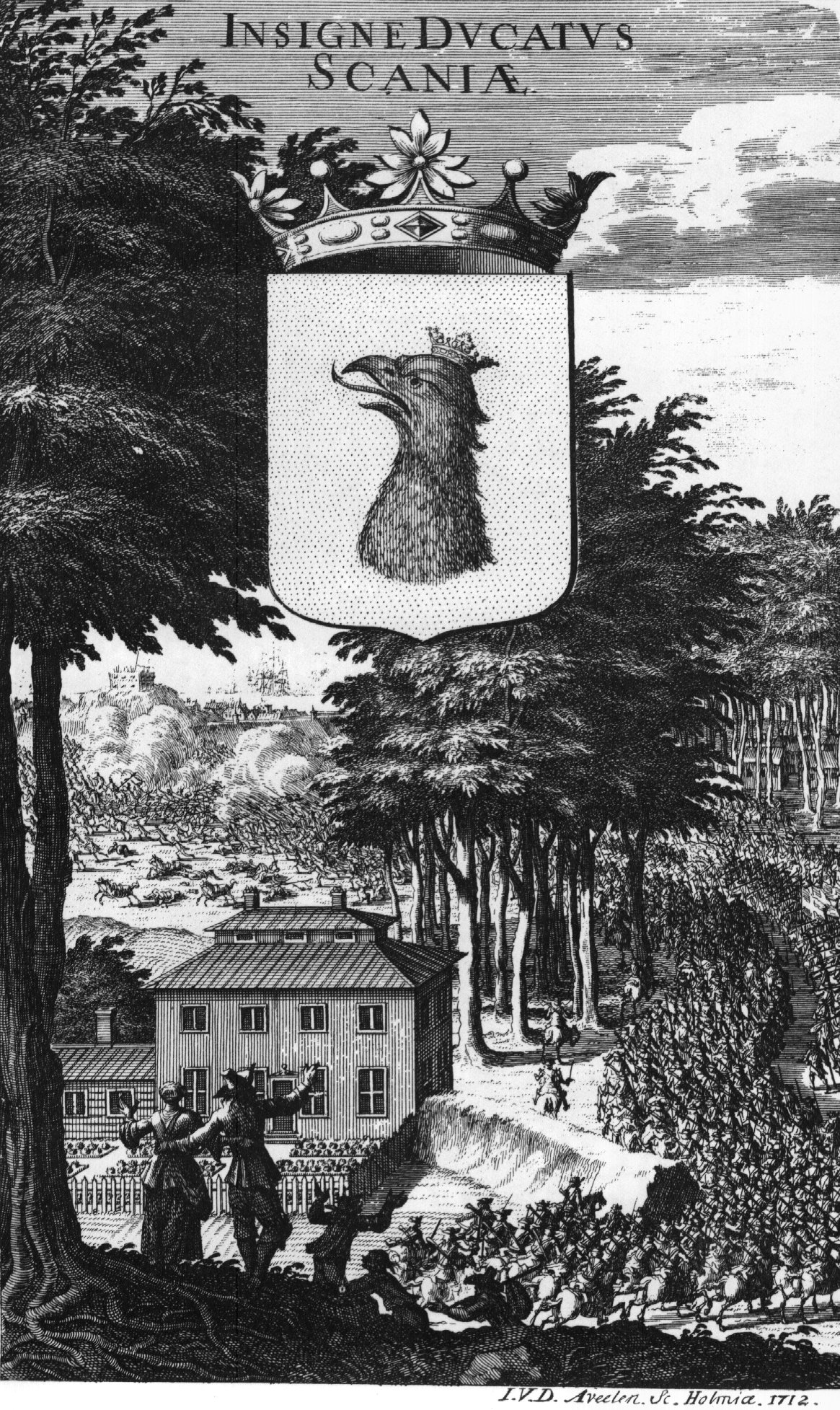
Герб Сконе на гравюрі 1712 р.
Герб лену Сконе
Герб лену Мальмегус (до 1997)
Герб лену Крістіанстад (до 1997)
Герб міста Мальме